# Списък на реките в Северна Дакота
Списъкът на реките в Северна Дакота включва основните реки, които текат в щата Северна Дакота, САЩ.
Северният континентален вододел разделя щата. Северната и източната част на щата се отводнява в Северния ледовит океан, а южната и западната част – в Мексиканския залив.

## По речни системи
Северна Ред Ривър
- Северна Ред Ривър
  - Пембина
    - Тонг

  - Парк Ривър
  - Форест Ривър
  - Гус Ривър
  - Шайен
    - Мейпъл Ривър

  - Уайлд Райс Ривър

Сурис Ривър
- Сурис
  - Дес Лакс Ривър
    - Кът Банк Крийк

Мисури
- Мисури
  - Джеймс
    - Пайпстъм Крийк

  - Бийвър Крийк
  - Кенънбол
    - Сидър Крийк

  - Харт
  - Найф Ривър
    - Спринг Крийк

  - Литъл Мисури
  - Уайт Еърт Ривър
  - Литъл Мъди Ривър

## По азбучен ред
- Бийвър Крийк
- Гус Ривър
- Дес Лакс Ривър
- Джеймс
- Кенънбол
- Кът Банк Крийк
- Литъл Мисури
- Литъл Мъди РивърМейпъл Ривър
- Мисури
- Найф Ривър
- Пайпстъм Крийк
- Парк Ривър
- Пембина
- Северна Ред Ривър
- Сидър Крийк
- Сурис Ривър
- Спринг Крийк
- Тонг
- Уайлд Райс Ривър
- Уайт Еърт Ривър
- Форест Ривър
- Харт
- Шайен